# Ciocîlteni, Orhei
Ciocîlteni este satul de reședință al comunei cu același nume  din raionul Orhei, Republica Moldova.
S-au scurs mai bine de 5 secole de la întemeierea localității Ciocâlteni, situată în valea pitorească a Răutului. Nici până în prezent nu avem data exactă privind anul întemeierii localității.

## Etimologie
În ceea ce privește toponimul „Ciocâlteni”, există mai multe versiuni. Astfel, Anastasia Teodor Boiescu, născută în Ciocâlteni în 1911, afirmă: „Străbunica mea, pe linia mamei, Parascovia Stratu, mi-a povestit că satul l-ar fi înființat un răzeș, pe nume Câltea, care mereu ciocănea tare. Cică oamenii vorbeau între ei, uite, se aude ciocănitul lui Câltea”. Iată o posibilă versiune, îmbinarea de cuvinte a căreia, ar aparține denumirea satului.

## Istorie
Prima atestare cu privire la așezarea comunei Ciocâlteni datează la 1554, cu denumirea Fântâna lui Onea:
„Din mila lui Dumnezeu, noi Alexandru voievod, domn al Țării Moldovei. Facem cunoscut cu această carte a noastră tuturor celor care o vor vedea sau o vor auzi citindu-se că această adevărată slugă a noastră Cazan pârcălab de Soroca ne-a slujit drept și credincios. De aceea, noi, văzând slujba lui dreaptă și credincioasă către noi, l-am miluit cu mila noastră deosebită, i-am dat în Țara noastră a Moldovei două locuri din Pustie, pe pârâul Răutului..., mai jos de Sărăteni și mai jos de gura Sagalii, la Fântâna lui Onea ... și alt loc loc la Fântâna Voinicului Puliac, la stâlpul dc piatră, unde a fost coșarul lui Neag Verdeș, livezi și cu iazuri ..., locurile ... ce sânt în fața acelei bălți și fânaț și ...

...

A scris Dumitru Vascan, la Huși, în anul 7062 <1554> aprilie 29.”
Cu denumirea actuală satul a fost atestat în anul 1637: Io Vasile voievod, din mila lui Dumnezeu, domn al Țării Moldovei. Scriem domnia mea la sluga noastră, la Harea din Vrejeani, damu-ți știrea domniei mele s-au jeluit Moga din Ciocâlteani pre Parvana zicându înaintea domniei mele că-i înpresoară ocina din sat din Căcărăzeani...
Ciocâlteni este un sat cu oameni gospodari și statornici, în venele cărora curge năvalnic sângele răzeșilor de odinioară, și care în goana veacurilor, au păstrat cu sfințenie dragostea față de glie și față de înaintași.
Localitatea Ciocâlteni este des menționată la sfârșitul sec. XVIII, fiind înzestrată cu loturi întinse de pământ de către domnii Moldovei, dăruite slugilor devotate. Astfel, către sfârșitul sec. XVIII, hotarele moșiei erau deja bine conturate, fiind aproximativ asemănătoare cu cele de astăzi.
Spre sfârșitul sec XVIII – începutul sec. XIX, spațiul dintre Prut și Nistru a devenit teatrul operațiunilor militare din cadrul războaielor ruso-austro-turce (1735–1739), (1787–1792), (1877–1878), năvălirilor tătărești, acest fapt fiind o povară grea pe umerii localnicilor.
În pofida vitregiilor timpului, ciocâltenenii continuau să se ocupe cu prelucrarea pământului și creșterea animalelor, ocupații ce le-au moștenit din moși strămoși, visând la o viață mai bună și la un viitor mai fericit. Printre ocupațiile auxiliare se enumeră: morăritul, lemnăritul, țesutul pielăritului etc.
În urma păcii de la București (16 mai 1812), teritoriul Moldovei dintre Prut și Nistru a fost anexată la Imperiul Rus, ceea ce a avut urmări grave asupra populației autohtone. Ținuturile anexate au fost organizate în regiunea Basarabia. Reforma agrară din Basarabia n-a oferit nici o palmă de pământ locuitorilor satului Ciocâlteni, deoarece erau așezați pe pământ răzășesc. Impozitele creșteau, țăranii erau siliți să ocupe loturi de teren nefertil, taxa ogorului fiind destul de costisitoare.
Autocrația țaristă ducea o politică de rusificare și deznaționalizare, având ca scop final crearea poporului velicorus. După Marea Unire din decembrie 1918, guvernul României a întreprins o serie de măsuri urgente ce prevedea redresarea situației economice și bunăstării populației din Basarabia.
Conform legii, relativă la reforma agrară, adoptată în luna iunie 1921, în anul 1923 locuitorii din Ciocâlteni au obținut gratis 1125 ha de pământ fertil.
Tot în Ciocâlteni a fost constituită cooperativa agricolă „Traian”, la 5 octombrie 1924.
Dicționarul statistic menționează că, la începutul anilor 20, erau 2 grădini de zarzavaturi, 4 mori de vânt, poșta de cai a zemstvei, telefon, poștă. În fiecare marți se făcea târg de vite și manufactură. În ceea ce privește instituțiile administrative, acestea constituiau: reședința de voloste, postul de jandarmi, agentul sanitar, judecătoria rurală de ocol, primăria, agenția de percepție, cooperativa de consum.
Între anii 1930-1938 a fost centru de plasă în fostul județ Orhei, iar în anul 1938 plasa Ciocâlteni a fost desființată, satul trecând în plasa Orhei al aceluiași județ.
La 28 iunie 1940, ca urmare a pactului Ribentrop-Molotov și protocolului adițional secret din 23 august 1939, Uniunea Sovietică ocupă Basarabia, nordul Bucovinei și ținutul Herța. În viața poporului moldovenesc s-a produs o schimbare fundamentală de regim politic, structură socială și mod de viață. Trecerea de la capitalism la socialism a însemnat o experiență dureroasă pentru ciocâlteneni. Promovarea politicii de constrângere a agricultorilor prin impozite chinuitoare ducea la dezmoștenirea lor de pământ.
La 13 iunie 1941, au fost supuse deportărilor 14 familii din Ciocâlteni, alcătuite în special din țărani înstăriți. Grozăviile ce le-au suportat aceștia în acea noapte și tot timpul deportării în Siberia nu au fost uitate pe parcursul întregii vieți.
Perioada războiului din iulie 1941 – martie 1944 a fost o perioadă tragică în istoria satului. Ca și mulți alți basarabeni, bărbații tineri din Ciocâlteni au fost trimiși pe front. Din cei 150 de bărbați mobilizați, 32 nu s-au mai întors acasă. Mai apoi, satul s-a confruntat cu alte noi greutăți, cum a fost foametea din 1946 – 1947, mobilizarea tinerilor la școlile învățământului profesional de pe lângă fabrici și uzine, dezmoștenirea țăranilor de pământ, crearea colhozurilor.
La 27 august 1947, a fost creat colhozul „Viața nouă”, președintele căruia a fost ales B. Glușo. Activitatea acestuia a reprezentat o contribuție deosebită în domeniul agriculturii din Ciocâlteni. S-a remarcat ca un organizator iscusit al gospodăriei, care pe parcursul a 2 decenii, s-a aflat printre cele mai înaintașe în republică.
Satul este cunoscut de asemenea pentru faptul, că aici își petreceau vacanțele Secretarul general PCUS Leonid Brejnev, secretarul Comitetului central al Partidului Comunist al Moldovei, ulterior vice-prim ministru al Guvernului URSS, Ivan Calin, însoțiți de președintele de colhoz, la vânătoare de rațe sălbatice în lunca Răutului dintre Ciocâlteni și Clișova.
Situația s-a schimbat pe parcursul ultimelor decenii, când agricultura Moldovei cedează o parte a pozițiilor cucerite anterior. Comuna Ciocâlteni a aderat la programul republican „Pământ”. Primăria a repartizat locuitorilor cote-parte de ogor, aceștia asociindu-se în diverse asociații agricole.

## Personalități
- Dorian Berdos - om de afaceri, fondator al companiei farmaceutice „Felicia”
- Aurel Popescu - fizician, Doctor în fizică și matematică
- Ștefan Știrbu - erou al muncii socialiste
- Boris Glușko- președintele colhozului „Viața Nouă”
- Constantin Boris Glușko - doctor în științe tehnice, prorector al Institutului Politehnic „Serghei Lazo” din  Chișinău
- Gheorge Bobînă - doctor în științe filologice